# Ambar de Ljubica Todorović à Tupanci
L'ambar de Ljubica Todorović à Tupanci (en serbe cyrillique : Амбар Љубице Тодоровић у Тупанцима ; en serbe latin : Ambar Ljubice Todorović u Tupancima) se trouve à Tupanci, sur le territoire de la ville de Valjevo et dans le district de Kolubara, en Serbie. Elle est inscrite sur la liste des monuments culturels protégés de la République de Serbie (identifiant no SK 966),,.

## Présentation
Le bâtiment, destiné à stocker les céréales, a une base rectangulaire, mesurant 3,60 m sur 2,50 m avec une hauteur de 1,90 m. Il est entièrement construit en bois, avec des fondations massives qui reposent pour une part sur le sol et pour une autre part sur un soubassement en pierres sèches ; sur ces fondations reposent des planches taillées à la main.